# 大角山县
大角山县（英文：Grand Cape Mount County）是西非国家利比里亚西北部的一个县，是该国15一级行政区之一，该县下设五个区，首府罗伯茨港 (英文:Robertsport)。全县面积为5,162平方公里（1,993平方英里）。截至2008年的人口普查，该县的人口为129,817人，是利比里亚排名第八的人口大县。该县东北部与巴波卢县接壤，东南部与博米县接壤。大角山县的北部与塞拉利昂国接壤，而西部则是大西洋。
该县的名字来自于Cape du Mont，一个法语单词，意思是山角。1461年，葡萄牙探险家佩德罗·德·辛特拉（Pedro de Sintra）在绘制非洲西海岸地图时，看到了海角的突出特征，由此将大角山确定为该县的名称。

## 历史

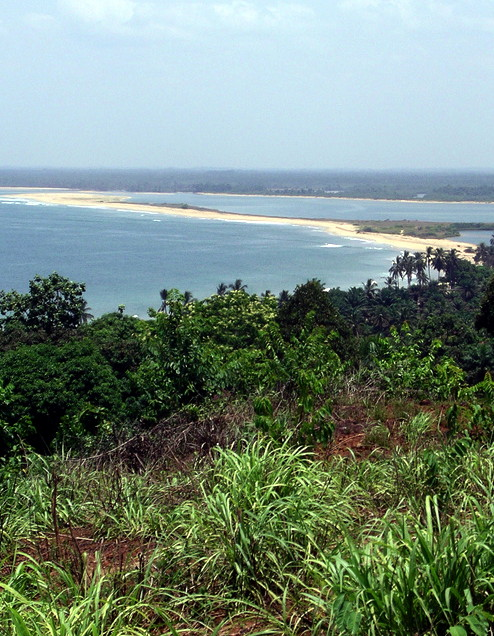
该县首府罗伯茨港的景色。

葡萄牙探险家佩德罗·辛特拉于1461年发现该地区。该地区曾是高野王国的首都。 
300英尺（约83.6米）高的海角山成为该地区定居者的地标， 西奥多·卡诺 (Theodore Canot) 于 1840 年建立了这个定居点。
1847 年，利比里亚独立，拥有三个县：蒙特塞拉多、大巴萨和锡诺。 1849年与当地人签署条约后成立了地方政府，而罗伯茨港则于1856年成立。
856年，根据一项立法法案，大角山地区从蒙特塞拉多分出来，成为利比里亚的第五个县。监管人是阿伦·文森特。

## 地理
大角县有面积为97159公顷（24090英亩）的皮索湖国家保护区和面积为1026公顷（2540英亩）的工业试制纸浆木国家种植园。
该县西部的沿海平原海拔高达 30 米（98 英尺），向内延伸 25 公里（16 英里）。 这些平原的降雨量非常大，每年从 4,450 毫米到 4,500 毫米不等，日照时间充足，湿度为 85% 到 95%。 沿着河流和小溪是沼泽地，同时还有大片的热带草原林地。 水稻和木薯套种甘蔗是该地区种植的主要作物。 高地的北部或上部有热带森林，通常高于平均海平面 30 米（98 英尺）。 这些地区的降雨是双峰式的，中间有两周的间隔。可可、咖啡、橡胶、柑橘油和棕榈是该地区最常见的农作物。

## 人口
截至2008年，该县总人口为127,812人：男性65,679人，女性62,133人。性别比为105.7，而1994年人口普查时为89.2。2008年的家庭数量为18,143户，家庭的平均规模为5.2人。人口占总人口的3.80％，而1994年为3.70％。该县的面积为5,162平方公里（1,993平方英里），每平方英里的密度为69人，1984年人口普查期间的密度为43人。
利比里亚在不同时期经历了内战，截至2008年，该县因战争而流离失所的总人数为44,486人。
居住在城市地区的人数为8,145人，其中男性4,022人，女性4,123人。农村地区的总人数为118,931人，其中男性61,657人，女性57,274人。居住在城市地区的总人数比例为6.37%，其余093%的人居住在农村地区。截至2008年，被重新安置的人数为24,316人，未被重新安置的人数为2,897人。
截至2008年，10岁以上的文盲人数为53,824人，文盲人数为40,346人，识字率为57.16。男性识字者总数为31,435人，女性识字者总数为22,389人。据估计，60%的人口讲瓦伊语，70%是穆斯林。